# Albert Boerger

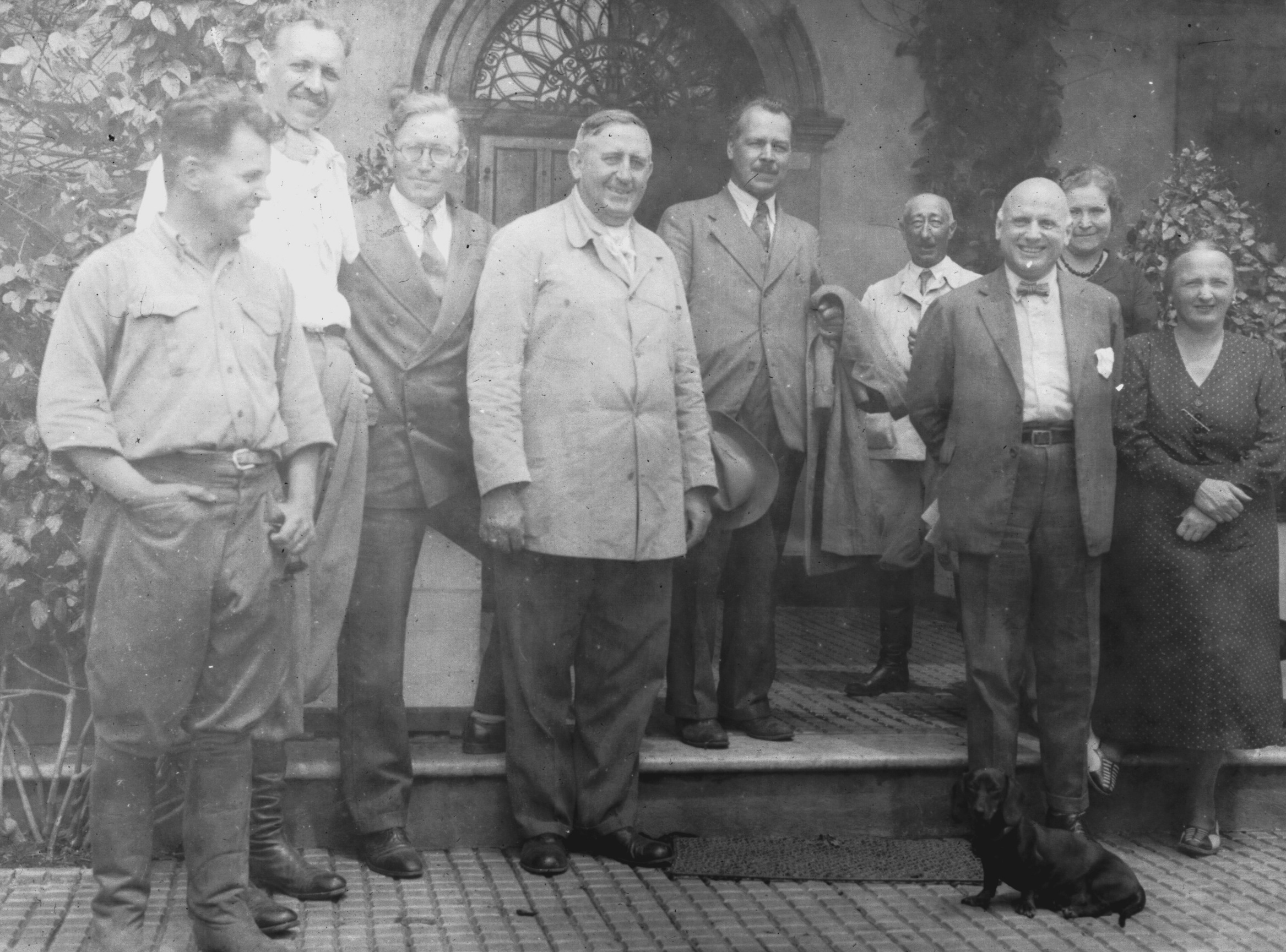
Albert Boerger (Mitte) im Kreis einer russischen Delegation, die 1937 seine Forschungsanstalt „La Estanzuela“ in Uruguay besucht

Albert Boerger (* 4. November 1881 in Grevenbrück; † 28. März 1957 auf dem Versuchsgut La Estanzuela in Uruguay) war ein deutscher Agrarwissenschaftler.

## Werdegang
Nach dem Abitur im Jahr 1902 am Gymnasium in Attendorn ging Boerger  zum Studium an die Technische Hochschule Hannover. Familiäre Gründe zwangen ihn jedoch zur Rückkehr nach Grevenbrück, um sich für drei Jahre ganz der väterlichen Landwirtschaft zu widmen. Während dieser Zeit beschäftigte er sich aber auch intensiv mit der landwirtschaftlichen Fachliteratur. Nach der Unterbrechung nahm er in Bonn seine Studien wieder auf. Sein Spezialgebiet waren die Züchtung neuer und die Veredelung alter Saaten. Im Jahr 1912 promovierte er zum Dr. phil.
Ebenfalls im Jahr 1912 bot sich ihm die Gelegenheit, in Uruguay  eine verantwortliche Stellung  in der staatlichen Saatzuchtanstalt „La Estanzuela“ an der Mündung des Río de la Plata zu übernehmen. Unter seiner Leitung gelang es, die Getreideproduktion um ein Vielfaches zu steigern und die Ernährungslage des Landes grundlegend zu verbessern. Der La Plata-Weizen entwickelte sich zu einem weltbekannten Produkt.
Boerger wurde durch seine von ihm geleitete Saatzuchtanstalt La Estanzuela, seine Forschungen, Veröffentlichungen und Vorträge bekannt. Seine Heimatgemeinde Grevenbrück verlieh ihm anlässlich seines 70. Geburtstages am 4. November 1951 das Ehrenbürgerrecht.
Die landwirtschaftliche Fakultät der Friedrich-Wilhelms-Universität Bonn verlieh Boerger am 12. Juli 1954 die Würde eines Ehrendoktors der Landwirtschaft. Er wird als Wissenschaftler gewürdigt, „der schon in seiner Dissertation ein Thema von Weltbedeutung grundlegend behandelt und damit die moderne Entwicklung des Futtersaatbaues eingeleitet hat, der als hervorragender Pflanzenzüchter Sorten höchster Ertragsfähigkeit geschaffen und das Qualitätsproblem in seiner entscheidenden Bedeutung frühzeitig erkannt und zu lösen versucht hat, und der als souveräner Forscher und Lehrer eine universale Schau unserer Erkenntnisse auf dem Gesamtgebiet des Landbaues in ihren mannigfaltigen Wechselwirkungen gegeben und damit zur Mehrung des Ansehens der deutschen Wissenschaft in der Welt wesentlich beigetragen hat“.
Im Jahr 1935 wurde er zum Mitglied der Wissenschaftsakademie Leopoldina gewählt. Bei einem Besuch in Deutschland im Jahr 1954 wurde ihm das Große Verdienstkreuz zum Verdienstorden der Bundesrepublik Deutschland verliehen.
Albert Boerger starb am 28. März 1957 an seinem Arbeitsplatz in La Estanzuela, seine letzte Ruhestätte befindet sich auf dem Friedhof in Colonia (Uruguay).
Aus Anlass der 135. Wiederkehr seines Geburtstages würdigte die heimische Presse ausführlich sein Leben und Werk sowie die  Ehrungen im In- und Ausland. Das Museum der Stadt Lennestadt gedachte Albert Boerger mit einer Ausstellung, insbesondere der Dokumente zur Ehrenbürgerschaft.